# Barrie Mitchell
Barrie Horace Mitchell (Aberdeen, 15 marzo 1947 – Birkenhead, 24 gennaio 2021) è stato un calciatore scozzese, di ruolo attaccante.

## Carriera
Si forma calcisticamente nelle giovanili del Sunnybank, venendo poi ingaggiato nell'ottobre 1966 dall'Arbroath. Con gli Smokies esordisce a livello professionistico nel calcio il 12 agosto 1967 contro l'Alloa Athletic, mentre la prima rete la metterà a segno nella sconfitta per 3-1 contro l'Albion Rovers quattro giorni dopo. Nei primi mesi della Scottish Division Two 1967-1968 si fa notare per la prolificità in attacco, segnando quattro reti in sei incontri. Queste prestazioni, già all'inizio settembre 1967, gli garantiranno l'ingaggio  da parte del Dunfermline, club della massima serie scozzese, per £13.000, al tempo record di incasso per il club.
Con il nuovo club debuttò il 9 settembre 1967 contro il Raith Rovers, segnando la sua prima rete il 25 novembre seguente nella vittoria per 3-0 contro il Morton.
La militanza nel Dunfermline si protrarrà sino al 1972, divenendo uno dei protagonisti di uno dei periodi più di successo del club, vincendo la Scottish Cup 1967-1968, oltre che ottenere il terzo posto in campionato nella stagione 1968-1969, mentre a livello continentale raggiunse le semifinali della Coppa delle Coppe 1968-1969, perse contro i futuri campioni dello Slovan Bratislava. Con i Pars scese in campo in tutte le competizioni in 177 occasioni, segnando 40 reti.
Nell'aprile 1972 fu ingaggiato per £25.000 dall'Aberdeen, ove però il suo impiego fu segnato da continui problemi di infortuni. Difatti con i Dons giocò durante la sua permanenza in tutte le competizioni 16 incontri, segnando tre reti.
Nel febbraio 1974 passò al Tranmere, club di terza serie inglese. Con i Rovers retrocesse in quarta serie al termine della Third Division 1974-1975, ottenendo però il ritorno nella categoria la stagione seguente grazie al quarto posto ottenuto nella Fourth Division 1975-1976.
Durante la sua militanza nel club di Birkenhead, giocò nelle estati 1975 e 1976 in prestito ai canadesi dei Vancouver Whitecaps, franchigia militante nella NASL. Con i Whitecaps ottenne il quarto ed ultimo posto della Western Division della North American Soccer League 1975, mentre nella stagione 1976 il primo turno dei playoff per il titolo.
Nella Third Division 1976-1977 è in forza al Preston N.E., con cui ottenne il sesto posto finale.
Chiude la carriera nel 1978 giocando nello York City, nel Greenock Morton ed al Wigan.

## Palmarès
- Coppa di Scozia: 1

Dunfermline: 1967-1968